# Fabio Cudicini
Pour les articles homonymes, voir Cudicini.
Fabio Cudicini, dit Ragno nero ([l']araignée noire), né le 20 octobre 1935 à Trieste (Royaume d'Italie) et mort le 8 janvier 2025, est un joueur italien de football, occupant le poste de gardien de but. Il est actif entre 1953 et 1972.

## Biographie
Fabio Cudicini (de 1,91 m pour 81 kg) est le premier footballeur à avoir remporté les trois principales coupes d'Europe proposées aux clubs à l'époque (dites C1, C2 et C3), avec 2 équipes différentes.
Son fils, Carlo Cudicini, est également gardien de but et a ainsi pu évoluer au Milan AC, à la Lazio de Rome, à Chelsea, à Tottenham et avec l'équipe de LA Galaxy en MLS.

## Clubs
- Ponziana (Trieste) : 1950 à 1955
- Udinese Calcio : 1955 à 1958
- AS Rome : 1958 à 1966 (207 matchs, dont 166 de Serie A)
- Brescia : 1966 à 1967
- Milan AC : 1967 à 1973 (183 matchs, dont 127 de Serie A)

## Palmarès
- Coupe intercontinentale : 1969 (Milan AC)
- Coupe d'Europe des clubs champions : 1969 (Milan AC)
- Coupe des vainqueurs de coupe : 1968 (Milan AC)
- Coupe des villes de foire : 1961 (AS Rome)
- Champion d'Italie : 1968 (Milan AC)
- Coupe d'Italie : 1964 (AS Roma) et 1972 (Milan AC)
- Vice-champion d'Italie : 1971 et 1972
- 2e de la Coupe d'Italie en 1968 et 1971 (sous forme de championnat)
- 5e du championnat italien 3 saisons consécutives, avec l'AS Rome

- 338 matchs de Serie A, de 1956 à 1972
- Record d'invincibilité en Serie A établi en 1969 (1 132 min)